# Whiting (Iowa)
Pour les articles homonymes, voir Whiting (homonymie).
Whiting est une ville du comté de Monona, en Iowa, aux États-Unis. Elle est incorporée le 15 mai 1883. La ville est nommée en hommage à Charles E. Whiting, un fermier local.

## Source de la traduction
- (en) Cet article est partiellement ou en totalité issu de l’article de Wikipédia en anglais intitulé « Whiting, Iowa » (voir la liste des auteurs).